# مهتاب (فیلم ۱۹۸۹)
«مهتاب» (انگلیسی: Chandni) یا چاندنی فیلمی هندی در سبک ملودرام و رمانتیک به کارگردانی یاش چوپرا است که در سال ۱۹۸۹ منتشر شد. از بازیگران آن می‌توان به سری دوی، ریشی کاپور، وینود خانا و وحیده رحمان اشاره کرد.